# 松木武志
松木 武志（まつき たけし、1990年6月12日 - ）は、日本の柔道家。宮崎県出身。階級は60kg級。身長163cm。組み手は右組み。得意技は背負投。エル・エス・コーポレーション所属。

## 経歴
柔道は7歳の時に始めた。泰山学舎と朝飛道場の出身。五十市中学3年の時には全国中学校柔道大会55kg級で2位になった。足立学園高校へ進むと、3年の時にはインターハイと全日本ジュニアの60kg級で優勝した。
国士舘大学へ進学すると、1年の時には全日本ジュニアと講道館杯、ワールドカップ・トビリシでそれぞれ3位になった。2年の時には東アジア選手権の個人戦と団体戦で2位、体重別団体で3位だった。講道館杯の決勝では高校の1年先輩である日体大3年の山本浩史に敗れるが2位となった。グランドスラム・東京では準決勝で日体大1年の志々目徹に技ありで敗れたが3位になった。3年の時には選抜体重別で3位になった。

## 戦績
- 2005年 - 全国中学校柔道大会 2位（55kg級）
- 2008年 - インターハイ 優勝
- 2008年 - 全日本ジュニア 優勝
- 2008年 - エクサンプロバンスジュニア国際 3位
- 2009年 - ベルギー国際 3位
- 2009年 - ブレーメンジュニア国際 優勝
- 2009年 - 韓国ジュニア国際 2位
- 2009年 - 全日本ジュニア 3位
- 2009年 - 講道館杯 3位
- 2010年 - ワールドカップ・トビリシ 3位
- 2010年 - 東アジア選手権 個人戦 2位 団体戦 2位
- 2010年 - ワールドカップ・ウランバートル 3位
- 2010年 - 体重別団体 3位
- 2010年 - 講道館杯 2位
- 2010年 - グランドスラム・東京 3位
- 2011年 - 体重別 3位
- 2011年 - 講道館杯 5位

（出典、JudoInside.com）